# Instituto Europeo del Mediterráneo
El Instituto Europeo del Mediterráneo (en catalán, Institut Europeu de la Mediterrània, abreviado IEMed) es una institución que se dedica a analizar, interpretar y fomentar el conocimiento y las dinámicas sociales, económicas y culturales en torno al Mediterráneo. Es una entidad de carácter consorciado, integrada por la Generalidad de Cataluña, el Ministerio de Asuntos Exteriores de España y el Ayuntamiento de Barcelona, e incorpora a la sociedad civil mediante su Alto Patronato y su Consejo Asesor formado por universidades, empresas, entidades y personalidades mediterráneas de reconocido prestigio. Ha sido designado por la UNESCO como principal promotor y responsable de la red de centros culturales del Mediterráneo.

## Historia
Fue fundado en 1989 por la Generalidad de Cataluña bajo el nombre de Instituto Catalán de Estudios Mediterrráneos (Institut Català d'Estudis Mediterranis) y su primer director fue Baltasar Porcel, quien se mantendría en el cargo hasta el año 2000. En 1995 cambió su nombre en el Instituto Catalán del Mediterráneo de Estudios y Cooperación (Institut Català de la Mediterrània d'Estudis i Cooperació). Entre 1989 y 1999 fue el ente encargado de otorgar el Premio Internacional Cataluña. En 2002 la institución fue refundada, con el nombre actual.

## Objetivos
De acuerdo con los objetivos del Partenariado Euromediterráneo, la Política Europea de Vecindad y la Unión por el Mediterráneo , la finalidad del IEMed es fomentar las actuaciones y proyectos que contribuyan al conocimiento mutuo, los intercambios y la cooperación entre los diferentes países, sociedades y culturas mediterráneas así como promover la progresiva construcción en el Mediterráneo de un espacio de paz y estabilidad, de prosperidad compartida y de diálogo entre culturas y civilizaciones.
Con una clara vocación de think tank especializado en las relaciones mediterráneas a partir de un enfoque multidisciplinar y del trabajo en red, el IEMed fomenta el análisis, el conocimiento y la cooperación a través de la organización de seminarios, proyectos de investigación, debates, ciclos de conferencias y publicaciones, junto con un amplio programa cultural.[cita requerida]